# لين كيرن
لين كيرن (بالإنجليزية: Len Kieran)‏ (25 يوليو 1926 في المملكة المتحدة - 24 يوليو 1981 في المملكة المتحدة) هو لاعب كرة قدم بريطاني (وحمل سابقاً جنسية المملكة المتحدة لبريطانيا العظمى وأيرلندا) في مركز نصف الجناح. لعب مع ماكليسفيلد تاون ونادي ترانمير روفرز لكرة القدم.